# 4691 Toyen
4691 Toyen (1983 TU) là một tiểu hành tinh vành đai chính được phát hiện ngày 7 tháng 10 năm 1983 bởi A. Mrkos ở Klet.